# Норт Хај Шоулс (Џорџија)
Норт Хај Шоулс (Џорџија) (енгл. North High Shoals) град је у америчкој савезној држави Џорџија. По попису становништва из 2010. у њему је живело 652 становника.

## Демографија
Према попису становништва из 2010. у граду је живело 652 становника, што је 213 (48,5%) становника више него 2000. године.
| Група             | 2000.       | 2010.       |
| Белци             | 413 (94,1%) | 598 (91,7%) |
| Афроамериканци    | 7 (1,6%)    | 20 (3,1%)   |
| Азијати           | 8 (1,8%)    | 7 (1,1%)    |
| Хиспаноамериканци | 7 (1,6%)    | 24 (3,7%)   |
| Укупно            | 439         | 652         |